# Zmaj v Postojnski jami
Zmaj v Postojnski jami je pripovedka, saj je krajevno in časovno določena. Gre za krajšo literarno pripoved. 

## Uvod
Ljudska pripovedka Zmaj v Postojnski jami spada med razlagalne pripovedke, saj razlaga pojav oziroma dejstvo. V obravnavanem delu je ta pojav smrt zmaja in dogodki povezani z njo. Pravljico Zmaj v Postojnski jami sta napisala in uredila Silvo Fatur in Srečko Šajn. Knjiga Zmaj v Postojnski jami je bila prvič izdana leta 1991.
Tematika zmaja v Postojnski jami je še danes aktualna. Leta 2005 je izšla pravljica z naslovom Zmajček Jami v Postojnski jami avtorja Bojana B. Bitežnik. Pravljica je bila prevedena v nemški, italijanski in angleški jezik.
Pomen obravnavane pravljice je čutiti bolj na lokalni ravni. Bralec skozi zgodbo na primer izve zakaj pravimo Postojnčanom torbarji (»Hvaležni in presrečni Postojnci so iz zmajeve kože izdelali torbo najprej pastirju Jakobu, potem pa še sebi in vsem, ki so tiste dni prišli naokoli. In od tedaj se Postojncem zafrkljivo reče tudi torbarji.«) in kje tiči vzrok, da na postojnskem pravijo domači slivovki zmajeve solze (»Nazdravili so si s šilcem močnega, s pravo domačo slivovko, ki ji od tedaj rekajo zmajeve solz.«).

## Analiza pravljice
V davnih časih je živel nenavadni jamski zmaj, ki je živel v Postojnski jami. Slovel je bo glasnem rjovenju. Postojnčani so zmaja umirili le tako, da so ga nahranili z jagnjeti in teleti. Strašen je bil tudi zmajev ogenj. Postojnčani so se pošasti zelo bali, zato so skupaj z županom iskali rešitev, kako bi zmaja pokončali. Rešitve se jim ni uspelo domisliti, dokler se niso nekega pomladanskega dne spomnili na bistrega in iznajdljivega pastirca, ki mu je bilo ime Jakob. Živel je nedaleč stran od Postojne, in sicer v Šmihelu pod Nanosom. Postojnčani so pogumnega pastirja sprejeli ob polno založeni mizi v upanju, da jim bo zaupal, kako naj nevarnega zmaja ubijejo. Jakob je končal obisk z obljubo, da bo zmaja pokončal sam. Pastirček je vsak dan razmišljal, kako naj se zmaja znebi. Spomnil se je ukane z živim apnom. Vedel je, da apno prelito z vodo zašumi, zavre in v hipu uniči vse živo. V Postojni so ga meščani radovedno pričakali. Jakob je meščanom velel, da ubijejo največje tele v mestu in ga napolnijo z živim apnom. Pripravljeno žival so odnesli nad vhod v Postojnsko jamo in čakali, da se požrešni zmaj spet prikaže. Ko so zaslišali zmajevo rjovenje, je večina meščanom pobegnila. Le peščica najpogumnejših je ostala zvesta Jakobu. Pastirec je počakal na pravi trenutek in z apnom napolnjeno žival vrgel zmaju naravnost v žrelo. Takoj ko se je zmaj po obedu napil vode, je živo apno začelo delovati. Zmaju je v trebuhu kuhalo, vrelo, žgalo … Ko je pastirec Jakob zaslišal strašen pok, si je oddahnil, saj je vedel, da je strašnega zmaja razneslo. Vsi so si oddahnili, zlasti pa vaščani sosednjega Velikega Otoka, saj velike pošasti ni bilo več.

## Liki

### Glavna književna oseba

#### Jakobova zunanjost
»Zgodaj zjutraj je bosonog, s pastirskim klobukom na glavi in s staro torbo čez rame in z lepo izrezljano palico v roki zakoračil po rosni stezi proti Postojni. Pod prevelikim klobukom pa je v bistri glavi nosil s seboj zvijačo.«
Marjan Manček, ki je slikanico Zmaj v Postojnski jami ilustriral, je Jakoba naslikal v pastirskih oblačilih. Glavni junak nosi hlače do kolen rjave barve in preprosto majico. Ilustrator ga čisto na vseh slikah upodablja z dvema predmetoma: klobukom in palico.

#### Jakobovo življenje
»V Šmihelu pod Nanosom pa je brezskrbno živel trinajstletni pastirec, ki mu je bilo ime Jakob. Po nanoških tratah je pasel trop ovac in dve kozi in veselo igral na svojo piščal.«
Podoba Jakoba v slikanici nam nakazuje, da ga je delo pastir navduševalo in da je delo z veseljem opravljal. Jakob pa ni le pasel. Iz naslednje povedi razberemo, da je priskočil na pomoč pri delu tudi ostalim, kar je na neki način dokaz tudi za njegovo marljivost in delavnost.
»Spomnil se je, da je ondan pomagal sosedu v bližnjem gozdu zložiti apnenico.«

#### Jakobov karakter
»Pstojnci z županom v sredi so ga sprejeli ob založeni mizi, polni vseh dobrot, ki jih premorejo ti kraji. Jakob jih je poslušal, poslušal in dolgo ni rekel nobene. Nazadnje pa jim je obljubil, da bo zmaja ugonobil, se zahvalil za imenitno pogostitev in se vrnil v Šmihel. Možje pa so za njim zmajevali z glavami, rekoč: - Kako naj bo taki zverini, kot je jamski zmaj, kos tak krhek fantič, ki ga nikjer nič ni, pa čeprav je še tako pameten?! – a Jakob je vedel svoje.«
Ob analizi zgornjega navedka ugotovimo, da je bil Jakob zanesljiv fant. Obljubo, katero je izrekel Postojnčanom, je držal. Jakobova lastnost je tudi skromnost, ki se odraža v zahvali za pogostitev in veselju za skromno darilo, ki so mu ga podarili Postojnčani, ob koncu zgodbe.
»Ob svoji čredici je poslej vsak dan razmišljal, kako bi zmaja vendarle ugonobil. In iznenada se mu je posvetilo. Spomnil se je, da je ondan pomagal sosedu v bližnjem gozdu zložiti apnenico. Vedel je, kako se žge apno in kako se živo apno umori. Če ga poliješ z vodo, zacvrči in zašumi, zavre, zakipi in se strahotno razgreje, da v hipu izžge vse živo. In ko je zvečer vse še enkrat dobro premislil, je vedel: zmaja bo pokončalo živo apno.«
»Slovel je daleč naokoli kot bistroumen, iznajdljiv in pogumen fant.«
Jakob je bil bister fant, kar dokazuje njegova ideja, kako pokončati zmaja. Na podlagi izkušnje iz vsakdanjega življenja je poiskal rešitev, s katero je pokončal zmaja. Na neki način ga odlikuje tudi iznajdljivost. 
»Komaj se je zaslišalo strahotno rjovenje, je čakajočim meščanom stopil strah v kosti in pobrisali so jo, da ni bilo za njimi ne duha ne sluha. S pastircem Jakobom ji je ostalo le nekaj najbolj pogumnih.«
Svoj pogum dokaže na dva načina. Prvič se pogum odraža, ko sprejme nalogo kljub njeni zahtevnosti. Drugič pa se pogum pokaže, ko se jamskega zmaje čisto nič ne ustraši.

### Stranske književne osebe
- POSTOJNCI (POSTOJNČANI)

- ŽUPAN

- OTOČANI ( PREBIVALCI VELIKEGA OTOKA)

## Primerjava Jakoba in Petra Klepca
- ŽIVLJENJE

| JAKOB                                                                                  | PETER KLEPEC |
| -------------------------------------------------------------------------------------- | --- |
| • »Po nanoških tratah je pasel trop ovac in dve kozi in veselo igral na svojo piščal.« | • »Iz kamenčkov je zidal hišice, pri studencu je delal mlinčke ali pa je rezljal piščalke. Nanje je tako lepo piskal, da so še ptice utihnile in ga poslušale.«             |
| • »Po nanoških tratah je pasel trop ovac in dve kozi in veselo igral na svojo piščal.« | • »Mati je delala na njivah, Peter Klepec pa je pasel kozo.« • »Sosed pri, katerem je poslej pasel, je imel veliko čredo ovc. Peter jih je vsako jutro gnal visoko v goro.« |
| • »Spomnil se je, da je ondan pomagal sosedu v bližnjem gozdu zložiti apnico.«         | • »A svoje moči ni rabil le zase, priskočil je tudi drugim na pomoč, če so bili v stiski.«                                                                                  |

Tako Jakob kot Peter Klepec sta mlada fantiča, ki sta svoj vsakdan preživela na paši. Petek Klepec je naprej pasel kozo, ki ji je bilo ime Rogačka. Ko jima je z materjo zmanjkovalo kruha, je moral Klepec s trebuhom za kruhom. Pri sosedu je pasel čredo ovac visoko v gorah. Jakob pa skozi celotno zgodbo skrbel za trop ovac in dve kozi.
Tudi njune interesne dejavnosti se niso razlikovale. Oba sta rada igrala na piščali.
Oba glavna književna junaka odlikuje dobrosrčnost. Jakob je na pomoč priskočil sosedu, medtem ko Peter Klepec nudi pomoč vsem, ki se znajdejo v stiski.
- IZGLED

Tako Jakoba kot Petra Klepca je upodobil Marjan Manček. Oba imata pastirsko palico in klobuk. Oblečena sta v preprosta pastirska oblačila. Jakob je temnolas, medtem ko je Peter Klepec svetlolas.
- NJUNA JUNAŠKA DEJANJA

| JAKOB | PETER KLEPEC |
| --- | --- |
| • »Ob svoji čredici je poslej vsak dan razmišljal, kako bi zmaja vendarle ugonobil. In iznenada se mu je posvetilo. Spomnil se je, da je ondan pomagal sosedu v bližnjem gozdu zložiti apnenico. Vedel je, kako se žge apno in kako se živo apno umori. Če ga poliješ z vodo, zacvrči in zašumi, zavre, zakipi in se strahotno razgreje, da v hipu izžge vse živo. In ko je zvečer vse še enkrat dobro premislil, je vedel: zmaja bo pokončalo živo apno.« • »Pastirec Jakob je tedaj dvignil nagačeno tele visoko nad glavo in ga zalučal pošasti naravnost v žrelo. Požrla ga je na mah.« | • »In Peter Klepec je pil. Komaj je vodo izpil, je že čutil veliko moč v sebi. Popadel je tanko brezo in jo izruval s koreninami vred. Vila mu je ponudila drugo dlan vode. Ko je izpil, je izruval veliko smreko. Popil je še tretjo dlan vode, tedaj je zgrabil velikansko skalo in jo dvignil nad glavo.« • »Peter je prvega zgrabil in ga zavrtel, kot da ima pračo v rokah. Pastirji so bili trdi od strahu in začudenja. Tak brglez, pa nenadoma tka moč!. Zakričali so in pobegnili.« • »Iztrebil je zemljo in naredil njivo. Mati je vsejala pšenico. Ko je zrasla in dozorela, jo je požela. Peter Klepec jo je zmlatil in odnesel zrnje v mlin. Nato je mati spekla belo pogačo. Ni jima več manjkalo kruha, rada sta se imela in se nista več ločila.« |

Peter je s svojo močjo, ki mu je podarila gorska vila, obračunal z ostalimi pastirji, ki so z njega norčevali in ga izkoriščali. Svojo moč je uporabil tudi pri obdelovanju zelje, kar jima je z materjo omogočilo preživetje. Moč, ki mu je bila podarjena, je bila na neki način vir preživetja. 
Medtem ko je bilo Klepčevo dejanje bolj individualno usmerjeno, je bilo Jakobovo bolj širše družbeno naravnano. S Jakobovim dejanjem so se končale travme in preglavice vseh Postojnčanov.
Jakobovo in Petrovo dejanje se razlikuje še v nečem. Jakob je do cilja prišel le s svojo iznajdljivostjo in bistrostjo, medtem ko je Petru Klepcu na pomoč prišla gorska vila, ki ga je obdarila s čudežno močjo.

## Dogajalni prostor
Celotna pravljica se dogaja v resničnih krajih in sicer na območju Postojne in njene okolice. 

### Postojnska jama,Postojnain rekaPivka
*»Živel je v prostorih Postojnske jame, v večni temi, zato so mu okoličani rekli jamski zmaj.«
*»Ko je bilo vse pripravljeno, so to nagačeno tele odnesli na visoko skalo tik nad vhodom v Postojnsko jamo.«
*»Zgodaj zjutraj je bosonog, s pastirskim klobukom na glavi in s staro torbo čez rame in z lepo izrezljano palico v roki zakoračil po rosni stezi proti Postojni.«
*»Ko se je mrcina nažrla in napila vode in reke Pivke, se je spet umaknila v globine črne jame.«
- »Sklonila se k Pivki in pil do onemoglosti. Skoraj bi vode zmanjkalo in bi Pivka presahnila.«

### Šmihel_pod_Nanosom
Med ostalimi omenjenimi prostori v pravljici je tudi Šmihel pod Nanosom, katerega uradno ime je danes le Šmihel.
*»V Šmihelu pod Nanosom pa je brezskrbno živel trinajstletni pastirec, ki mu je bilo ime Jakob.«
- »Nazadnje pa jim je obljubil, da bo zmaja ugonobil, se zahvalil za imenitno pogostitev in se vrnil v Šmihel.«

### Veliki Otok
*»Otočani iz sosednjega Velikega Otoka so s strahom spremljali dogajanje.«

### HribSovič
*»Vsakokrat ko se je prikazal ob vhodu v jamo, ju tulil, da se je Sovič, hrib nad jamo kar tresel.«

## Dogajalni čas
*»Deželo je spet ogrelo pomladansko sonce. Kmalu je bila tu prva košnja in žetev zlatorumene pšenice. Potem so dozorele hruške. In nekega jutra so bila polja in bregovi spet pobeljeni s snegom, okrog vogalov pa je žvižgala burja in znašala sneg v zamete nenavadnih oblik.«
- »In na pomlad so se ga meščani spomnili in poslali ponj.«

- »Zgodaj zjutraj je bosonog, s pastirskim klobukom na glavi in s staro torbo čez rame in z lepo izrezljano palico v roki zakoračil po rosni stezi proti Postojni.«==Interpretacija dela==

Že sam začetek pravljice (»V davnih časih….«) namiguje, da z branjem zapuščamo neki realen svet in da bo zgodba govorila o starodavnih dogodkih, ki pa so preko resničnih krajev, ki so v knjigi omenjeni, povezani tudi s sedanjostjo, današnjim časom.
Neopazni majhen fantič, po imenu Jakob, doživi velik uspeh, saj ubije zmaja. Deček izkoristi priložnost, da se izpostavi. Jakob je sam sprejel odločitev in povsem sam prevzel odgovornost, da se »spopade« z zmajem.
Skozi zgodbo skuša ljudstvo (V originalu je to ljudska pravljica.) implicirati, katere vloge pripadajo trinajstletnem fantiču. V tistih časih, ko je ta ljudska pravljica nastajala in se prenašala iz roda v rod, se je od dečkov Jakobove starosti pričakovalo, da pasejo živino in nenazadnje rešijo marsikateri problem, če se le ta pojavi. Ljudstvo je skozi pravljico skušalo na prikrit način posredovati mlademu rodu vrednote in norme, za katere so odrasli verjeli, da so najboljše in edine prave. Jakob na koncu zgodbe prejme darilo (torbo iz kačje kože), kar napeljuje mladi rod, da bo vse njihovo delo poplačano, kot je bilo Jakobovo

## Motivno-tematske povezave

### Bočka bajka o zmaju
V votlemu Boču je jezero, kjer je nekoč živel zmaj. Imel je plavuti in peruti. Ko je bilo slabo vreme, je zmaj postajal nervozen. Nekoč, ko je bil v okolici Boča hud vihar, je zmaj letel iz votline na polčanski strani Boča proti Polskavi. Vihar je ruval drevje in zasul poljčansko dolino s kamenjem. Ko je zmaj priletel do Polskave, je strela treščila vanj in ga ubila.
Pravljica je bila izdana v zbirki Farice, leta 1998.

### Zmaj v Logarski dolini
Kjer danes leži Logarska dolina, je bilo nekoč veliko jezero. V njem je živel požrešni zmaj, kateremu so Lučani in Solčavani vsak dan pripeljali eno deklico. Zmaj je tako pojedel že skoraj vsa dekleta v dolini. med živimi jr ostala le še grajska hči. Graščak je obljubil mladeniču, ki mu uspe ubiti zmaja, grad in svojo hčer. Prvi, ki se je opogumil, je bil grajski hlapec. Ta mu je odsekal le eno stransko glavo. Ranjeni zmaj je prestrašenega hlapca pojedel. Drugi, ki se je spopadel z velikim zmaje, je bil drvar. Tudi on je zmaju odsekal stransko glavo. Tretji se je zmaju postavil po robu pastir. Ubil je največjega vola in ga napolnil z živim apnom. Vola je prinesel k jezeru in čakal, dokler se zmaj ni prikazal. Lačen zmaj je vola v trenutku pojedel. Pekočo bolečino je skušal ublažiti s pitjem hladne jezerske vode. Ko je popil celo jezero, je umrl. Pastir se je oženil z mlado grajsko hčerko.
Pravljica je bila izdana v zbirki Palćek v čedri, leta 1959.

### Zmaj pod Raduho
Pod Raduho planino je stal mogočen grad. V njem sta živela kruti graščak in njegova prelepa hčera. Graščak je tlačane pretepal z bičem in jih zapiral v ječo, kjer so umirali od lakote. Dobra vila se je odločila, da izpolni prošnje tlačanov. Odšla je na grad, kjer je graščaka prosila, da izpusti hlapce, ki umirajo v ječi. Graščak pa je pogumno vilo oplazil z bičem. Ta je preklela hudobnega graščaka z naslednjimi besedami: »Oj, graščak res si hujši kakor vrag! Tvoj grad naj se pogrezne v zemljo, ti pa se spremeni v zmaja! In zmaj ostane vse dotlej, dokler ti lastna hči ne bo potešila gladu (lakote) z jetri rodnega otroka!«. Zgodilo se ja točno tako: grad se sesul v razvaline in graščak je postal zmaj. Zmaj je pod Raduho od tedaj naprej vsak dan kradel bližnjim pastirjem ovce. Neka dne pa se je najmlajši med njimi odločil, da bo zmaja ubil. Sledil mu je do jame, kjer je našel spečega zmaja in lepo, jokajočo deklico ob njem. Grajska hči in mladi pastir sta zbežala na vrh Raduhe. Po treh letih iskanja je zmaju le uspelo najti hčer. Hčer je ubogemu, lačnemu očetu dala jesti sinove jetra. Zmaj se je v trenutku spremenil v graščaka in vstopil v kočo. Ob pogledu na jokajočo hčer mu je počilo srce in je umrl. Hčerin sinček pa je po očetovi smrti takoj oživel.
Pravljica je bila izdana v zbirki Palček v čedri, leta 1959.

### Zmajev zob
V Močilniku nad dovško vasjo leži Zlato jezero. V njem je živel zmaj s sedmimi glavami. Rad je jedel otroke vse do dne, ko ga je zob močno bolel, ker je pohrustal preveč otrok. V hudih bolečinah se je spomnil na velikana Robavsa, ki mu je izril zobe. Robavsu je zmaju izril zob. Ta ga je povabil na pojedino v svoj dom.
Pravljica je bila izdana v zbirki Triglavske ptavljice 1, leta 1994.

### Macelj- orjaški okamneli zmaj
Iz močvirja, ki je nastajalo ob upadanju in izginjanju Panonskega morja, je prilezel zmaj. Imel je velik trup, s katerim je uničil dolino med današnjimi Halozami in Hrvaškim Zagorjem. Ajd, močan mož , se pošasti ni ustrašil, temveč je pripravil kopje, ki ga je zmaju zabil v srce. Zmajevo truplo je prekril gozd. Na mestu kje je Ajd, ki ga je krščanska vera preimenovala v Svetega Jurija, vrgel kopje, so zgradili cerkev v čast Svetemu Juriju. Na mestu, kjer je imel zmaj glavo z velikim rogom, so domačini zgradili obrambni tabor, ki je kasneje prerasel v grad Rogatec.
Pravljica je bila izdana v zbirki Farice, leta 1998.

### Zmajček Jami v Postojnski jami
Vse dokler ni reka [[Pivka narasla in jamo povsem zalila, so v Postojnski jami živeli strašni zmaji. Preživel je le eden izmed njih, zmajček Jami, ki pa bil čisto majhen, prijazen in dobrosrčen zmaj. Rad se je sprehajal po hribu Soviču in nabiral rože. Počutil se je osamljenega, zato je postajal vedno bolj žalosten. Spoprijateljil se je z jamskim hroščem Drobnovratnikom, ki mu je razkril skrivnost jamskih hroščev in sicer zaklad jamskih biserov. Jamski hrošči so mu zaupali, da varujejo jamske bisere pred jamskim škratom Švigljem. Drobnovratnik in njegovi prijatelji hrošči so Jamiju zaupali pomembno nalogo, pred tem pa so ga opozorili, naj ne nasede Švigljevim ukanam. Čuval je jamske bisere, vse dokler ni od utrujenosti zaspal. Medtem časom je prihitel škrat Švigelj in Jamiju skušal ukrasti bisere. Jami se je prebudil in zaslutil nevarnost. Švigelj je Jamiju obljubil, da mu izpolni katerokoli želje, le če ga izpusti. Jami si je zaželel, da bi postal človek. Švigljeva čarovnija se je ponesrečila in zmajček Jami je postal pomanjšana oblika zmaja. Imel pa je človeško barvo kože. Švigelj je Jamiju pokradel biser in zbežal, a njegovi prijatelji hrošči niso bili nič hudi. Vesli so bili, da se Jamiju ni pripetilo še kaj hujšega. Drobovratnik je zmajčka Jamija preimenoval v človeško ribico in še danes ga lahko srečate v Postojnski jami, ko mirno plava sem ter tja.

## Izdaje
- Prva izdaja knjige Zmaj v Postojnski jami je izšla leta 1991 v Postojni v okviru samozaložbe. Prvi natis je obsegal 3000 izvodov.

- Druga natis knjige Zmaj v Postojnski jami je izšla leta 2004 v Postojni. V sklopu drugega natisa je izšel tudi prvi natis knjige v angleškem,nemškem in italijanskem jeziku. Drugi natis knjige je izšel ob 100-letnici Turistične zveze Slovenije in organiziranega turizma na Slovenskem, saj je Postojnska jama najstarejša turistična znamenitost v Sloveniji.

- Izdana je bila tudi kratka radijska igra, katere avtor je Ervin Fritz. Izšla je leta 1990 v Ljubljani.

- Pravljica Zmaj v Postojnski jami je izšla tudi v dveh publikacijah, in sicer leta 2004 v reviji Rodna gruda in leta 1998/90 v literarni reviji Kurirček.

- Omenila bi tudi zbriko Iz starih časov (Zgodoviske bajke in povesti), v kateri je skrajšana verzija pripovedke Zmaj v Postojnski jami, katere avtor je Nande Vrbanjakov. Knjiga je izšla leta 1928 v Trstu.

- Krajša različica pipovedke je objavljena tudi v knjigi Pravljične poti Slovenije avtorice Irene Cerar Drašler. Knjiga je izšla 2004 pri založbi Sidarta

- V Knjižnica Bena Zupančiča v Postojni je bila večkrat uprizorjena lutkovna predstava z naslovom Zmaj v Postojnski jami.